# Karlıca, Hamur
Karlıca là một xã thuộc huyện Hamur, tỉnh Ağrı, Thổ Nhĩ Kỳ. Dân số thời điểm năm 2011 là 643 người.